# Hypogymnia tasmanica
Hypogymnia tasmanica är en lavart som beskrevs av Elix. Hypogymnia tasmanica ingår i släktet Hypogymnia och familjen Parmeliaceae.   Inga underarter finns listade i Catalogue of Life.